# Nuke (logiciel)
Pour les articles homonymes, voir Nuke.
Nuke est un logiciel de compositing numérique nodal et d'effets visuels initialement développé par Digital Domain, et utilisé pour la post-production télévisuelle et cinématographique. Nuke est disponible pour Microsoft Windows 7, OS X 10.9, Red Hat Enterprise Linux 5 et les versions plus récentes de ces systèmes d'exploitation. Foundry a poursuivi le développement du logiciel depuis la vente de Nuke en 2007.
Parmi les entreprises qui utilisent Nuke, on compte Digital Domain, Walt Disney Animation Studios, Blizzard Entertainment, DreamWorks Animation, Illumination Mac Guff, Sony Pictures Imageworks, Sony Pictures Animation, Framestore, Weta Digital, Double Negative et Industrial Light & Magic.

## Histoire
Nuke (nom dérivé de "New compositor") a été développé à l'origine par l'ingénieur logiciel Phil Beffrey, puis par Bill Spitzak, pour un usage interne chez Digital Domain à partir de 1993. Outre le compositing standard, Nuke a été utilisé pour rendre des versions en plus haute résolution des composites provenant d'Autodesk Flame.
La version 2 de Nuke a introduit une interface graphique en 1994, construite avec FLTK - une boîte à outils graphique développée en interne par Digital Domain. FLTK a ensuite été publié sous la licence GNU LGPL en 1998.
Nuke a remporté l'Academy Award for Technical Achievement en 2001.
En 2002, Nuke a été rendu public par D2 Software. En 2005, Nuke 4.5 a introduit un nouveau sous-système 3D développé par Jonathan Egstad.
En 2007, The Foundry, une société de développement de plug-ins basée à Londres, a repris le développement et la commercialisation de Nuke à D2. The Foundry a publié Nuke 4.7 en juin 2007, puis Nuke 5 début 2008, qui a remplacé l'interface par Qt et ajouté des scripts Python, ainsi que la prise en charge d'un workflow stéréoscopique. En 2015, The Foundry a publié Nuke Non-commercial avec quelques limitations de base. Nuke supporte l'utilisation des plugins de The Foundry grâce à son support du standard OpenFX (plusieurs nodes intégrés tels que Keylight sont des plugins OpenFX).

## Logiciels similaires
- Fusion – Blackmagic Design
- Autodesk Flame - Autodesk
- Boris RED – Boris FX
- Natron
- After Effects – Adobe
- Motion – Apple

Bien qu'il ne soit pas destiné à la composition, le logiciel gratuit open-source Blender contient une fonction limitée de compositing basée sur les nodes qui, entre autres, permet d'obtenir des effets de base d'incrustation et de flou.